# Ferdinand Schichau

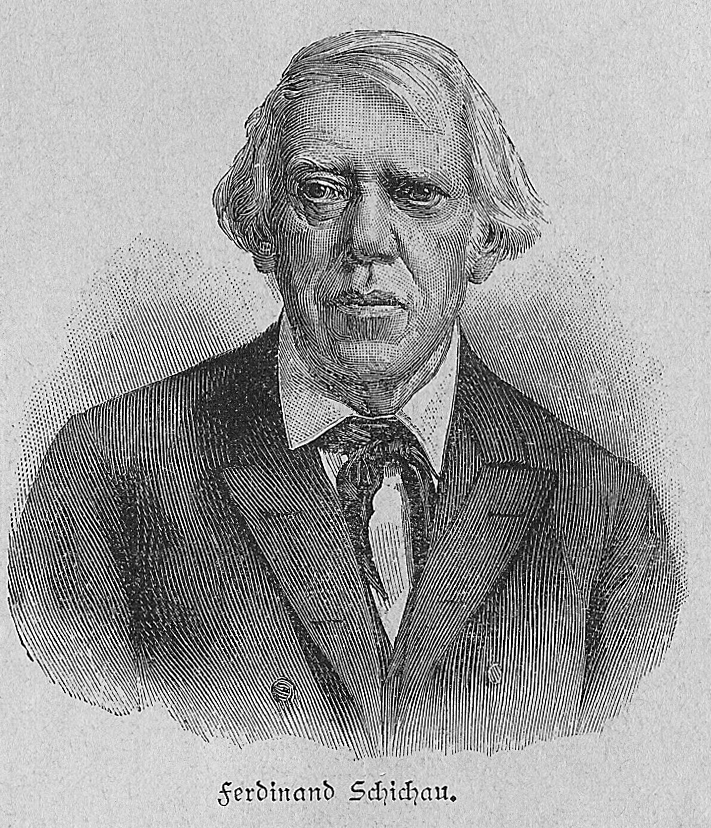
Ferdinand Schichau

Ferdinand Gottlob Schichau, född 30 januari 1814 i Elbing, död där 23 januari 1896, var en tysk ingenjör och industriman.
Schichau grundade 1837 en liten maskinverkstad i Elbing, som sedermera utvecklade sig till en stor maskinfabrik och ett skeppsvarv, varifrån utgick de första tyska ångmudderverken (1841) och järnfartygen (1855) och liksom de första sjödugliga torpedbåtarna (1877). 
Schichau inlade stor förtjänst om ångmaskinens utveckling genom att fullkomna kompoundångmaskinen. De av honom grundade Schichau Werke omfattade 1912 i Elbing maskinfabrik, varv, lokomotiv- och ångpanneverkstäder, i Pillau docka och reparationsverkstäder och i Danzig varv för krigs- och handelsfartyg. Antalet anställda uppgick till 8 500. Verken var föregångare inom det tyska skeppsbyggeriet och skapade sig ett namn för utförandet av stora oceanångare och för krigsfartygskonstruktioner. År 1900 restes i Elbing en (av Wilhelm Haverkamp modellerad) bronsstaty av honom.